# Borut Mačkovšek
Borut Mačkovšek (Koper, 1992. szeptember 11. –) szlovén válogatott kézilabdázó,jelenleg a Pick Szeged játékosa.

## Pályafutása

### Klubcsapatban
Borut Mačkovšek pályafutását szülővárosában, az Izola csapatában kezdte, itt nevelkedett 2001-től 2007-ig, majd később csatlakozott az RK Celje csapatához. Itt 2009-ben lett az első csapat tagja és még abban az évben bemutatkozhatott a Bajnokok Ligájában is. A 2010-2011-es szezon kezdete előtt átigazolt a Mariborhoz, de egy évet követően visszatért a Celjéhez. 2013 nyarán a német Bundesligában szereplő TSV Hannover-Burgdorf igazolta le, ahova három évre írt alá. Rövid ideig játszott Katarban, a szezont pedig a fehérorosz Dinamo Minszk csapatában fejezte be. 2014 februárjában a csapatnak pénzügyi gondjai lettek, Mačkovšek szerződését felbontották, ő pedig újra visszaigazolt a Celjébe. A 2014-2015-ös szezon előtt a francia Montpellier Handball William Accambray pótlására szerződtette. 2015 decemberében a német ThSV Eisenachhoz igazolt. 2016-ban immáron negyedszer lett a Celje játékosa. 2018 nyarán a Telekom Veszprémhez igazolt. 2020 januárjában hivatalosan is bejelentették, hogy a következő szezontól a rivális MOL-Pick Szeged csapatában folytatja pályafutását.

### A válogatottban
A szlovén válogatottban 2011-ben mutatkozott be, részt vett a 2012-es, 2016-os és 2018-as Európa-bajnokságon, valamint a 2017-es világbajnokságon, ahol bronzérmet szerzett a csapattal. 

## Sikerei, díjai
Celje
- Szlovén bajnok: 2010, 2017, 2018
- Szlovén kupagyőztes: 2010, 2012, 2013, 2014, 2017, 2018

Telekom Veszprém
- Magyar bajnok: 2019

Pick Szeged
- Magyar bajnok (1): 2021
- Magyar kupagyőztes: 2025